# Synagoga ve Vodňanech
Synagoga ve Vodňanech v Majerově ulici čp. 152 (dle starého číslování č. IV.) byla vystavěna mezi lety 1837 a 1852 východně od hlavního náměstí. Budova je chráněna jako kulturní památka České republiky.

## Historie
K bohoslužbám se využívala do 2. světové války, od roku 1958 slouží jako Městské muzeum. Dům čp. 153 býval židovskou školou, dům čp. 152 zčásti pohltil Starou synagogu, která byla částečně také zbořena.